# Sem Dresden (écrivain)
Pour les articles homonymes, voir Sem Dresden.
Compléments
Académie royale néerlandaise des arts et des sciences
Samuel (Sem) Dresden, né à Amsterdam le 5 août 1914 et mort à Leyde le 6 mai 2002 , est un philologue et écrivain néerlandais.

## Biographie
Il est le neveu du compositeur néerlandais Sem Dresden (1881-1957).
Il a été recteur de l’université de Leyde et président de l’académie royale néerlandaise des arts et des sciences.
Il obtient de nombreux prix, dont le prix P.C. Hooft en 2002.

## Œuvres en français
- L'artiste et l'absolu. Paul Valéry et Marcel Proust. Dissert. Université d'Amsterdam, 1941
- L’Humanisme et la Renaissance [« »], trad. d’Yves Huon, Paris, Éditions Hachette, coll. « L’Univers des connaissances », 1967, 255 p. (BNF 32986136)
- Extermination et littérature. Les récits de la Shoah [« Vervolging, vernietging, literatuur »], trad. de Marlyse Lescot, Paris, Nathan, coll. « Essais & recherches », 1997, 237 p.  (ISBN 2-09-190818-5)